# Bruine plooislak
De bruine plooislak (Goniodoris castanea) is een slakkensoort uit de familie van de plooislakken (Goniodorididae). De wetenschappelijke naam van de soort werd in 1845 voor het eerst geldig gepubliceerd door Alder & Hancock.

## Beschrijving
Het lichaam van deze naaktslak is roodbruin van kleur en het dorsum is bedekt met witte vlekken. Er zijn kleine richels en knobbeltjes op het dorsum en flanken. Een opvallende rand loopt in het midden van de rug en rond de rand van de mantel. De rinoforen zijn gelamelleerd en de kleine orale tentakels zijn afgeplat. De lichaamslengte is gewoonlijk 15 tot 30 mm, echter dit dier kan 38 mm lang worden.

## Verspreiding
De bruine plooislak is kosmopolitische soort. Het is onder andere bekend uit Suez, Japan en Nieuw-Zeeland. In Europa loopt het verspreidingsgebied vanaf de westkust van Zweden en de zuidkust van Noorwegen, via de Britse Eilanden tot in de Middellandse Zee. Deze plooislak is vrij zeldzaam in Nederland, tot 2013 alleen in Zeeland aangetroffen (Oosterschelde, mond Westerschelde en Grevelingenmeer). Deze soort voedt zich met zakpijpen en kan diep worden gevonden in de mantel van de kolonie-vormende zakpijp gesterde geleikorst (Botryllus schlosseri), en er is ook gemeld dat het zich voedt met Ascidia mentula.